# John Dikeman

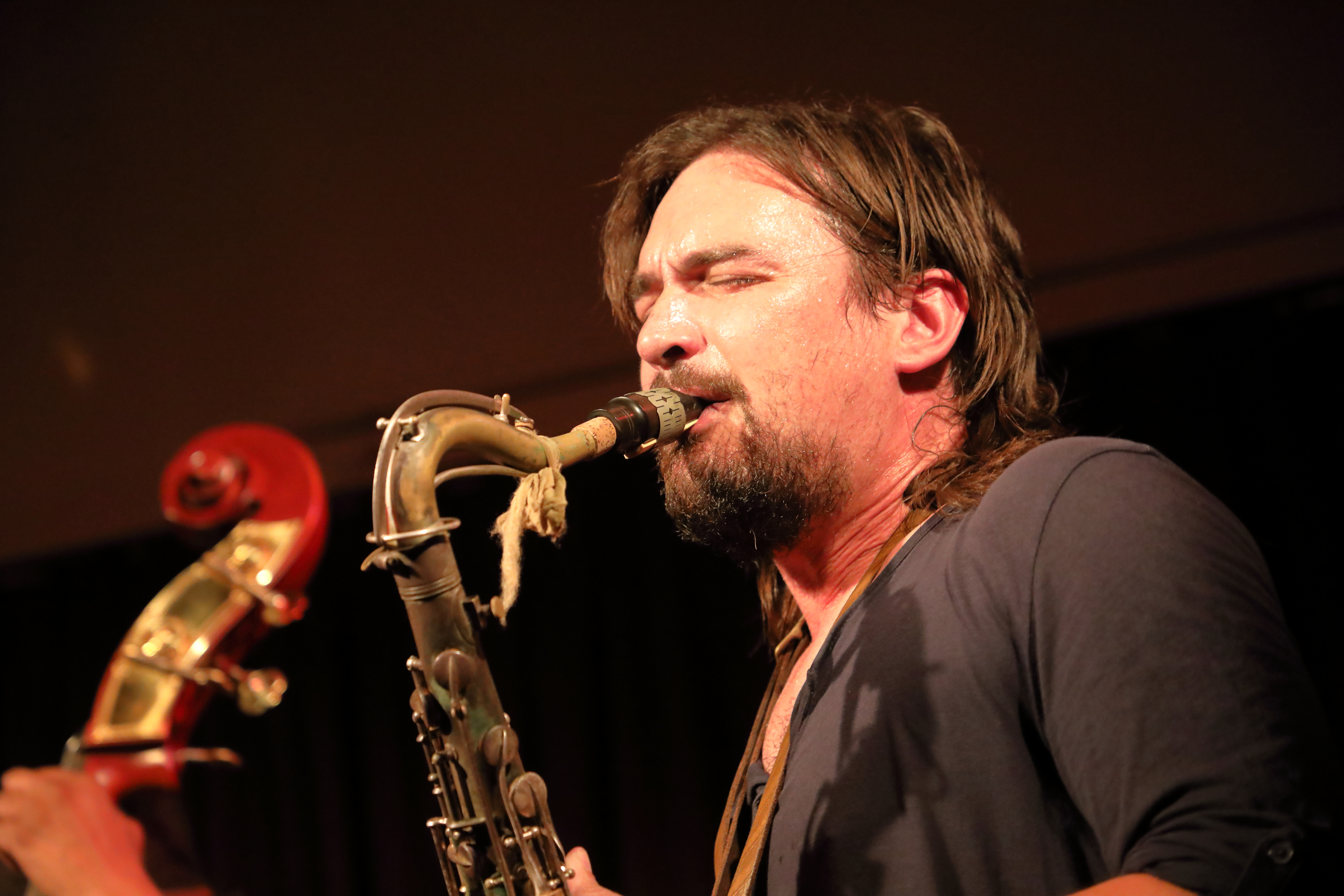
John Dikeman mit einem Conn Transitional Tenorsaxophon im Club W71, 2019

John Dikeman (* 1983 in Nebraska) ist ein US-amerikanischer Jazz- und Improvisationsmusiker (Tenorsaxophon, Komposition).

## Leben und Wirken
Dikeman wuchs in Kemmerer (Wyoming) auf; frühe Vorbilder bei seinen Musikstudien waren John Coltrane, Cecil Taylor, John Zorn und Albert Ayler. Mit  16 Jahren trat er erstmals professionell auf; sein Mentor wurde der mexikanische Gitarrist Stefan Dill, mit dem 2000 erste Aufnahmen entstanden und der ihn mit dem Saxophonisten Jack Wright bekannt machte, der zu seinem wichtigsten Einfluss wurde. Des Weiteren spielte er mit Keefe Jackson und Jon Barrios. Ab 1999 studierte Dikeman Saxophon und Komposition an der Interlochen Arts Academy und kurze Zeit am Bennington College bei Milford Graves; daneben hatte er Privatunterricht bei Joe Maneri. Anschließend zog er nach New York City, dann nach Philadelphia. In dieser Zeit arbeitete er u. a. mit Daniel Carter, Lukas Ligeti und Ty Cumbie in The Color Now Band, außerdem mit Nate Wooley, Mike Pride, Jack Wright, Toshi Makihara, Jon Barrios, Reuben Radding und Ava Mendoza.
Von 2004 bis 2007 lebte Dikeman in Kairo, wo er auch unterrichtete. Als Solist trat er mit dem Cairo Symphony Orchestra auf, tourte in Nordafrika mit Mohamed Mounir und spielte mit eigenen Formationen in Kairoer Clubs. 2005/06 gastierte er auf dem libanesischen Improvisation-Festival Irtijal. 2005 legte Dikeman sein Debütalbum A Combination of Events (aRCHIVE) vor, an dem  Zach Fuller, Mike Pride, Jack Wright und Nate Wooley mitwirkten.
Ende 2007 zog er nach Amsterdam und arbeitete in der dortigen Improvisationsszene. Er trat regelmäßig im Spielstätten wie dem Bimhuis, Paard van Troje, Café Wilhelmina, Paradox, Lindenberg und OT301 auf; außerdem kuratierte er das OT301 New Music and Dance Program und die Veranstaltungsreihe Tabula Rasa in der Maarten Luther Kerk. In dieser Zeit spielte er u. a. mit Joe McPhee, Han Bennink, Andy Moor, Terrie Ex, Roy Campbell, Hilliard Greene, Mike Reed, Jeb Bishop, Ab Baars, Nate McBride, Fred Lonberg-Holm, Michael Vatcher, Wilbert de Joode, Jasper Stadhouders, Klaus Kugel, Raoul van der Weide, Eric Boeren, Meinrad Kneer und Stevko Busch. Anfang 2011 entstand in Chicago sein zweites Album The Double Trio (Monofonus Press) das er mit den Bassisten Jason Roebke und Joshua Abrams, den Schlagzeugern Frank Rosaly und Mike Reed sowie dem Posaunisten Jeb Bishop eingespielte. Tobias Klein holte ihn 2013 in das Sextett Spinifex, das international tourte und fünf Alben veröffentlichte, allesamt von Rhythmen aus türkischen und indischen Musikkulturen beeinflusst.
Mit Reza Askari, Hans Peter Hiby, Shōji Hano und Willi Kellers bildet er seit 2022 The Circle 5.0.

## Diskographische Hinweise
- John Dikeman/Klaus Kugel/Raoul van ver Weide: Across the Sky (Not Two Records, 2011)
- Cactus Truck: Brand New for China! (Public Eyesore Records, 2011), mit Jasper Stadhouders, Onno Govaert
- Universal Indians: Skullduggery (Clean Feed Records, 2014), mit Joe McPhee, Jon Rune Strom, Tollef Ostvang
- John Dikeman / Dick Serries:  Cult Exposure (A New Wave of Jazz/Tonefloat, 2015)
- John Dikeman, Hamid Drake, William Parker: Cleaning the Mirror (Otoroku, 2015)
- John Dikeman, Luís Vicente, Hugo Antunes, Gabriel Ferrandini: Salão Brazil (NoBusiness Records, 2016)
- John Dikeman, Brandon Lopez, Onno Govaert: Those Impossible Creatures (Sonorus Records, 2018)
- John Dikeman & Ernst Glerum: Spirituals (2018)
- Lina Allemano, John Dikeman, Leo Svirsy, Marcos Baggiani: The 2nd Path to NowHere (Flea Boy 2018)
- Live in Chicago (2020), mit Hamid Drake
- Luís Vicente, John Dikeman, William Parker & Hamid Drake: Goes without Saying, but It’s Got to Be Said (2020)
- John Dikeman, Stefan Gonzalez, Ingebringt Haker Flaken, Jonathan F Horne: Texas Butt Biters (2022)
- Frank Rosaly, Marta Warelis, Aaron Lumley, John Dikeman: Sunday at De Ruimte (2022)
- Luís Vicente 4tet: House in the Valley (2023)
- Twenty One 4Tet / Luís Vicente, John Dikeman, Wilbert de Joode & Onno Govaert: Live at Zaal 100 (2024)
- John Dikeman, Marta Warelis, Aaron Lumley & Sun-Mi Hong: Old Adam on Turtle Island (2025)